# Krista Kiuru

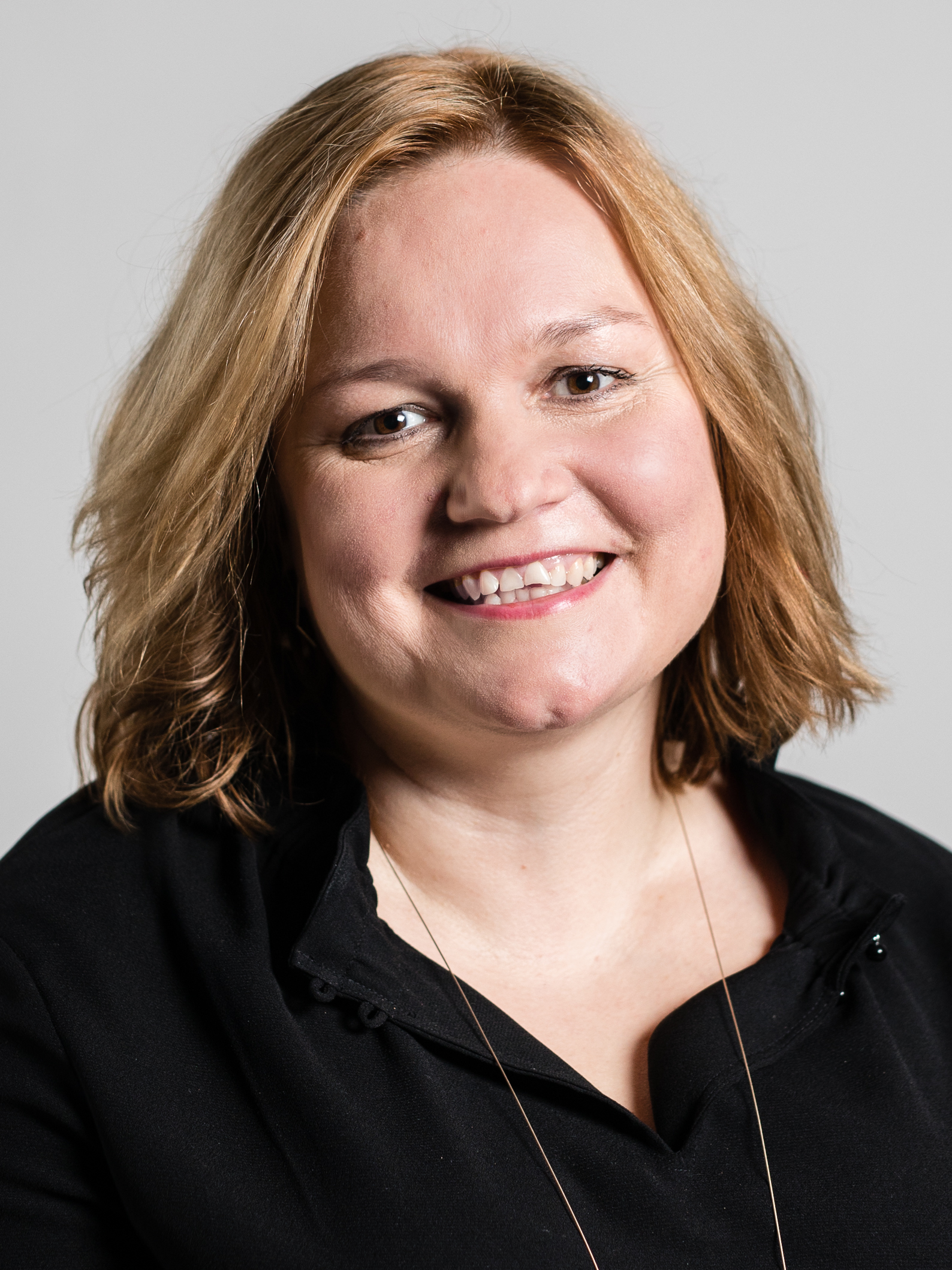
Krista Kiuru (2019)

Krista Katriina Kiuru (* 5. August 1974 in Pori) ist eine finnische Politikerin der Sozialdemokratischen Partei Finnlands (SDP). Sie bekleidete in mehreren Regierungskabinetten verschiedene Ministerposten, zuletzt war sie von Juni 2019 bis Februar 2022 Ministerin für Familien und soziale Dienste in den Kabinetten Rinne und Marin.

## Leben
Nach ihrem Schulabschluss 1993 hat Kiuru Politikwissenschaft an der Universität Turku studiert und 2001 in diesem Fach einen Master of Arts erworben. Seit der Parlamentswahl 2007 ist sie als Abgeordnete für den Wahlkreis Satakunta Mitglied des finnischen Parlaments.
Im Kabinett Katainen war sie von Juni 2011 bis Mai 2013 Ministerin für Wohnungsbau und Öffentlichkeitsarbeit, anschließend bis April 2014 Ministerin für Bildung und Wissenschaft. Von April 2014 bis Mai 2015 war sie Ministerin für Bildung und Öffentlichkeitsarbeit, nach dem Regierungswechsel im Juni 2014 als Mitglied des Kabinetts Stubb. In den Kabinetten Rinne und Marin war sie bis Februar 2022 Ministerin für Familien und soziale Dienste.
Krista Kiuru ist verheiratet und seit März 2022 Mutter einer Tochter, seit Februar 2022 befindet sie sich in Elternzeit.